# Partie en consultation
Aux échecs, on appelle partie en consultation une partie qui oppose plusieurs joueurs (les consultants) à un ou plusieurs adversaires sur un seul échiquier.
L'intérêt de cette forme de jeu est surtout pédagogique. L'élaboration en commun de la stratégie, le calcul conjoint des variantes permettent aux membres de l'équipe de confronter leurs idées.
Cette forme fut largement utilisée à la fin du XIXe siècle et au début du XXe siècle sous deux formes : un maître affrontait une équipe de joueurs amateurs, ou bien un maître et un ou plusieurs amateurs affrontaient un autre maître et un ou plusieurs amateurs. 

## Parties notables
L'exemple le plus connu de parties en consultation est la célèbre partie de l'opéra jouée au XIXe siècle.
En 1987, Nicolas Giffard perd une partie en consultation par Minitel l'opposant à des lecteurs de Jeux et Stratégie ; la cadence était de 2 minutes par coup pour Giffard et de 24 heures par coup pour ses adversaires : le coup joué étant le coup choisi par la majorité des joueurs chaque jour à midi.
Plus récemment, la partie Kasparov contre le monde a vu s'affronter le champion du monde en titre et un ensemble de joueurs amateurs conseillés par des grands maîtres à travers Internet.

## Niveau de jeu des consultants

### Programmes informatiques
Des études réalisées en faisant jouer en consultation les programmes d'échecs Stockfish, Toga II et Bobcat a montré que dans le cas où les programmes sont de niveau sensiblement équivalent, le groupe de trois programmes choisissant le coup par un vote à la majorité bat le plus fort programme du groupe seul.